# Ярчук Дмитро Вадимович
Дмитро́ Вади́мович Ярчу́к (нар. 23 березня 1994, Миколаїв, Україна) — український футболіст, півзахисник.

## Життєпис
Дмитро Ярчук народився у Миколаєві. Протягом 2007–2011 років захищав у змаганнях ДЮФЛ кольори СДЮШОР «Миколаїв» та «Торпедо-ВУФК». Визнавався найкращим гравцем юнацьких турнірів. У 2010 та 2012 роках брав участь у аматорському чемпіонаті України у складі миколаївського «Торпедо».
Влітку 2012 року разом з іще двома «торпедівцями», Севодняєвим та Крамаренком, перейшов до лав сімферопольської «Таврії» і у першому ж сезоні став одним з ключових гравців молодіжного складу команди. У сезоні 2013/14 активно залучався до ігор основного складу, у першій половині сезону мав стабільне місце в основі. У жовтні та листопаді 2013 року викликався на навчально-тренувальні збори збірної України віком до 20 років.
Після анексії Криму Росією тривалий час залишався поза грою. Намагався працевлаштуватися у Німеччині та Австрії. Успішно пройшов огляд в німецькому «Гоффенгаймі», однак травма завадила підписати контракт. У вересні 2014 року виступав за миколаївське «Торпедо» у чемпіонаті області. На початку 2015 року знову вирушив до Німеччини у пошуках щастя, потрапившм у сферу інтересів «Штутгартер Кікерс» та «Карлсруе СК».
У березні 2016 року став гравцем клубу «Гірник-спорт».

## Статистика виступів
Статистичні дані наведено станом на 13 січня 2015 року
| Сезон             | Команда           | Чемпіонат         | Чемпіонат | Чемпіонат | Кубок | Кубок | Кубок | Єврокубки | Єврокубки | Єврокубки | Інші кубки | Інші кубки | Інші кубки | Всього | Всього |
| Сезон             | Команда           | Змаг.             | Матчі     | Голи      | Змаг. | Матчі | Голи  | Змаг.     | Матчі     | Голи      | Змаг.      | Матчі      | Голи       | Матчі  | Голи   |
| ----------------- | ----------------- | ----------------- | --------- | --------- | ----- | ----- | ----- | --------- | --------- | --------- | ---------- | ---------- | ---------- | ------ | ------ |
| 2013—2014         | «Таврія»          | ПЛ                | 16        | 0         | КУ    | 0     | 0     | —         | —         | —         | —          | —          | —          | 16     | 0      |
| Всього в «Таврії» | Всього в «Таврії» | Всього в «Таврії» | 16        | 0         |       | 0     | 0     |           | 0         | 0         |            | 0          | 0          | 16     | 0      |
| Всього за кар'єру | Всього за кар'єру | Всього за кар'єру | 16        | 0         |       | 0     | 0     |           | 0         | 0         |            | 0          | 0          | 16     | 0      |